# Jacek Stoiński
Jacek (Hiacynt) Stoiński herbu Janina (zm. w 1744 roku) – marszałek Trybunału Głównego Koronnego w 1725 roku, sędzia ziemski lubelski w latach 1715–1744, łowczy lubelski w latach 1714–1715, sędzia grodzki lubelski w latach 1713-1715, stolnik drohicki w 1711 roku.